# Prodiamesa nivicola
Prodiamesa nivicola är en tvåvingeart som först beskrevs av Mario Bezzi 1918.  Prodiamesa nivicola ingår i släktet Prodiamesa och familjen fjädermyggor.
Artens utbredningsområde är Italien. Inga underarter finns listade i Catalogue of Life.